# Pequenas Grandes Mulheres: Atlanta
Pequenas Grandes Mulhers: Atlanta (em inglês: Little Women: Atlanta) é um reality show norte americano, que estreou em 27 de janeiro de 2016, no Lifetimede. É um spin-off da série de Pequenas Grandes Mulheres: LA. A série narra a vida de mulheres com nanismo que são amigas e vivem em Atlanta, Geórgia. A segunda temporada estreou em 13 de julho de 2016. A terceira temporada estreou em 4 de janeiro de 2017, com dois novos membros do elenco principal, Samantha Ortiz, Tanya Scott (que substituiu Emily Fernandez) e Bri Barlup que se mudou para Dallas, e está atualmente estrelando em Pequenas Mulheres: Dallas

## Elenco

### Visão geral
A primeira temporada da série segue a vida de Ross, Barlup, Cashette, Fernandez e Salinas, irmãs como o elenco principal. Tonya Bancos, de Pequenas Grandes Mulheres: LA, também fez uma aparição na primeira temporada. Já na segunda, o elenco se manteve inalterado com Pearson se juntando aos personagens principais e Ortiz e Scott fazendo participações especiais. Fernandez também foi destaque em um período, assim como Hope e Charity Drummond foram personagens introduzidos ao elenco recorrente. Por fim, a terceira temporada marca a partida dos mesmos, que acompanham a saída de Barlup e a soma de Scott e Ortiz para o elenco principal.
| Elenco Principal             | Estações do ano | Estações do ano | Estações do ano |
| Elenco Principal             | 1               | 2               | 3               |
| ---------------------------- | --------------- | --------------- | --------------- |
| Tiffany "Monie" Cashette     | Principal       | Principal       | Principal       |
| Ashley "Minnie" Ross         | Principal       | Principal       | Principal       |
| Andrea Salinas               | Principal       | Principal       | Principal       |
| Amanda Salinas               | Principal       | Principal       | Principal       |
| Bri Barlup                   | Principal       | Principal       |                 |
| Emily Fernandez              | Principal       | Recorrente      |                 |
| Shirlene "Ms. Juicy" Pearson | Recorrente      | Principal       | Principal       |
| Samantha "Sam" Ortiz         | Participação    | Principal       |                 |
| Tanya Scott                  | Participação    | Principal       |                 |